# 포덤 대학교

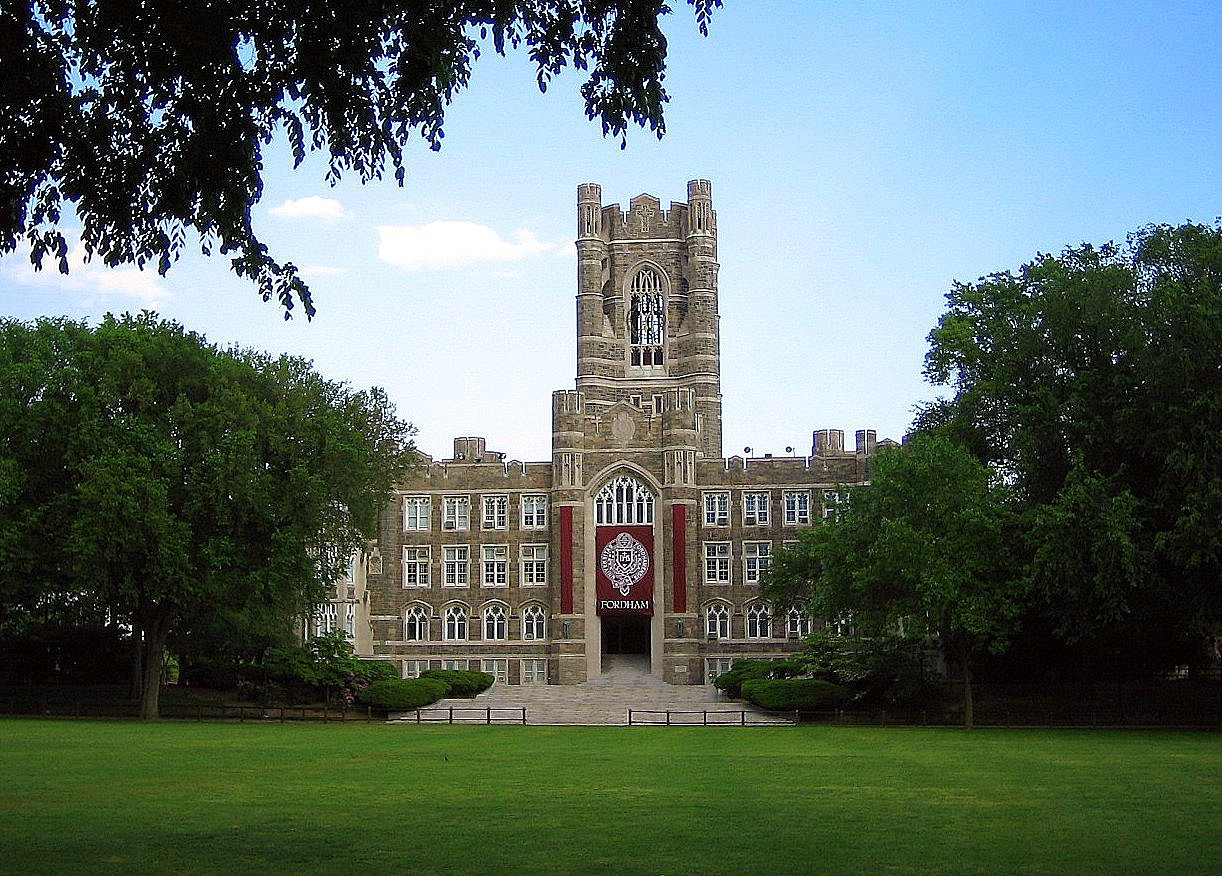
포덤 대학교의 키팅 홀

포덤 대학교(Fordham University)는 미국 뉴욕 브롱크스에 위치한 예수회 계열의 사립 대학이다. 1841년에 세인트 존스 칼리지로 가톨릭 뉴욕 주교에 의해 설립되어 1846년에 뉴욕의 인가를 받아 켄터키 세인트 메리 칼리지 등에서 예수회 교수가 초대되었다. 1907년 포덤 대학교로 개명하였다. 2008년 12월 대학원을 포함한 학생 수는 14,544명이다.